# Origami

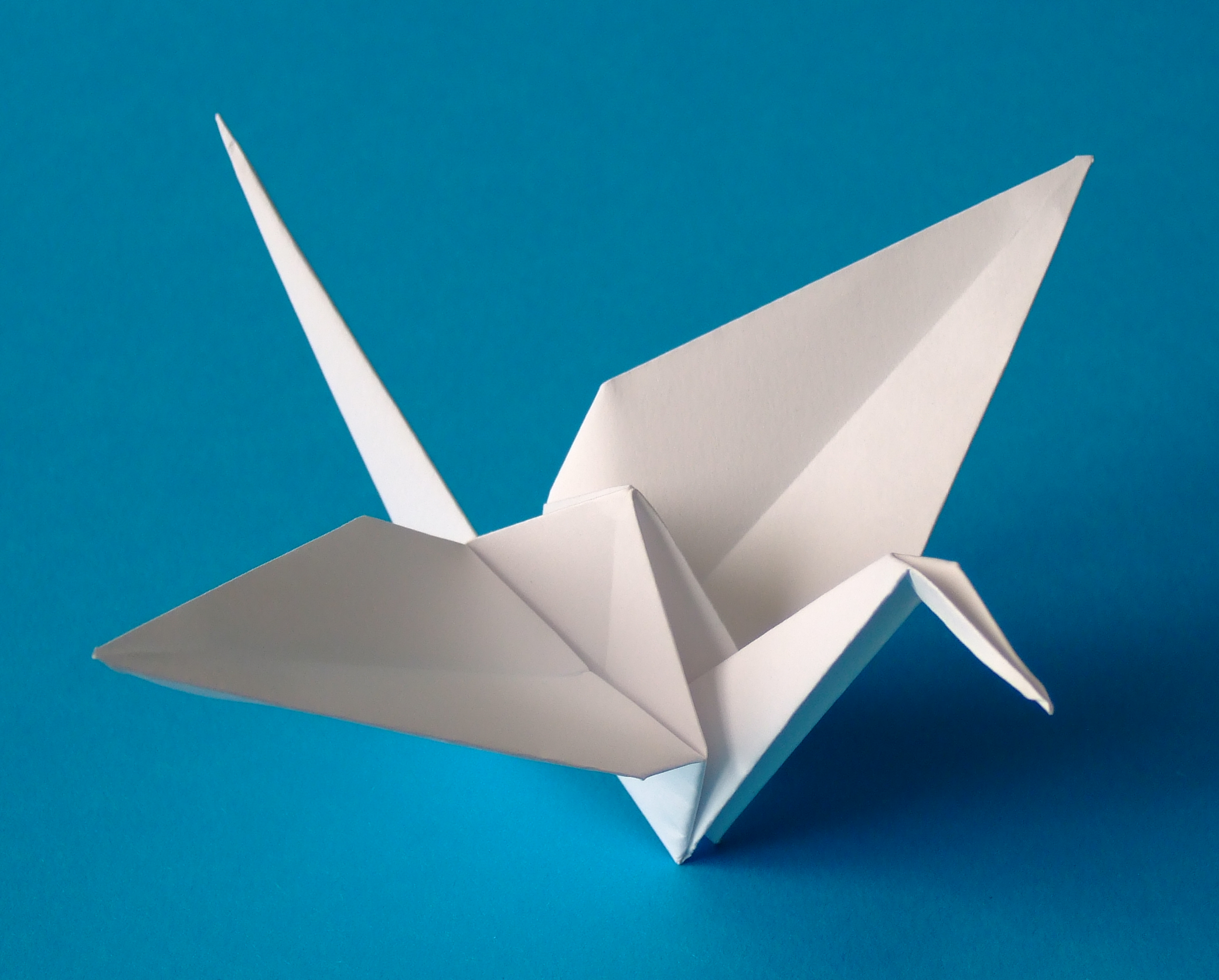
Origami – żuraw

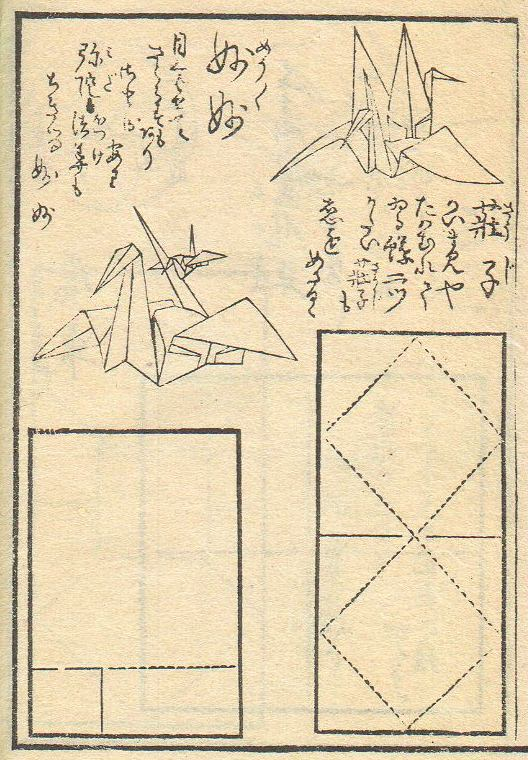
Hiden senbazuru orikata („Tajniki składania tysiąca żurawi”), strona jednej z najstarszych książek o origami, 1797 r.

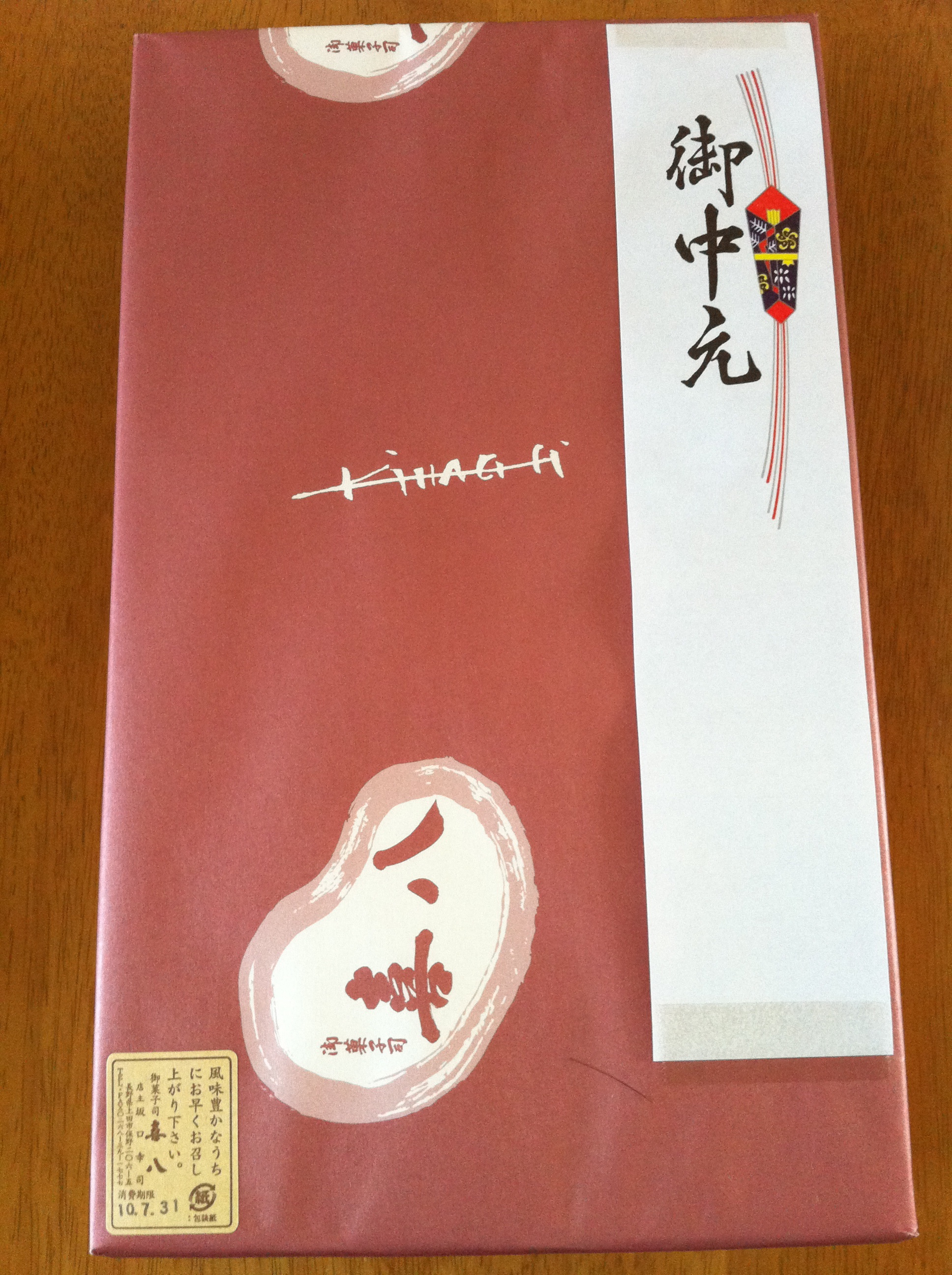
Koperta służąca do przekazywania nagród i prezentów pieniężnych, ozdobiona noshi (u góry po prawej)

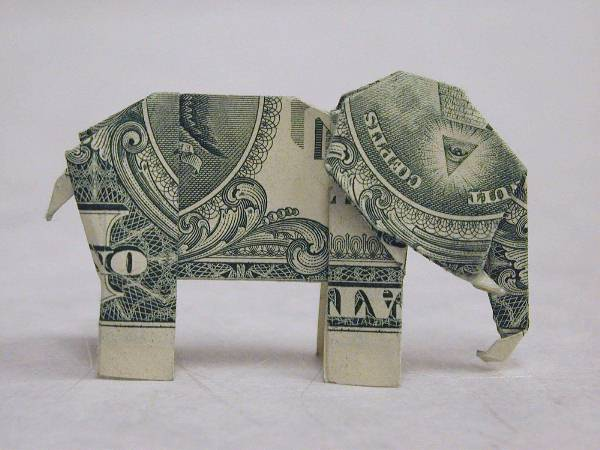
Słoń wykonany z jednodolarowego banknotu

Origami (jap. 折り紙 ori-gami; (1) składany papier, (2) kolorowy papier używany do składania figur) – sztuka składania papieru, pochodząca z Chin, rozwinięta w Japonii i dlatego uważa się ją za tradycyjną sztukę japońską. W XX w. ostatecznie ustalono, że w procesie robienia klasycznego origami nie należy ciąć, kleić i dodatkowo ozdabiać.

## Nazwa
Nazwa origami jest stosunkowo późna. W okresie Edo składanie papieru było nazywane orisue lub origata. Opierając się na tym samym, podstawowym czasowniku oru (składać, zginać), powstało orimono (złożony przedmiot), które przekształciło się w końcu w origami (złożony papier) pomiędzy końcem XIX a połową XX wieku.

## Historia[2]
Historia origami jest trudna do opisania, ponieważ nie istnieją już starożytne dzieła na ten temat. Papier do Japonii przywieźli z Chin buddyjscy mnisi około VI wieku. Można przypuszczać, że japońska tradycja składania papieru zaczęła się niedługo potem, ale nie wiadomo, czy było to oparte na wiedzy z Chin. Przyjmuje się, że praktyka składania papieru powstała ok. roku 700, bowiem w okresie Heian (794–1185) popularnym zwyczajem wśród arystokratów było ozdobne zawijanie listów i prezentów w wartościowy papier. 
Przez następne tysiąc lat sztuka składania była ograniczona do religijnego użytku ceremonialnego, ponieważ papier był nadal drogi. Dopiero rozwój papiernictwa jako jednego z wielu rzemiosł, które rozwinęły się, gdy władze zachęciły panów feudalnych (daimyō) do tworzenia lokalnego przemysłu w okresie Edo (1603–1868) spowodował szeroką dostępność dobrej jakości papieru i mógł być wykorzystywany także do origami jako sztuki. W okresie Meiji zaczęła być ona przedmiotem nauczania w szkołach podstawowych. Uczniowie po dziś dzień uczą się origami – dzięki temu mają okazję poznać podstawy geometrii itp.
Jednym z pierwszych, niereligijnych zastosowań złożonego papieru było noshi, rodzaj złożonego klina, cienkiego paska, który dodany do prezentu jest znakiem szczęścia, podobnie jak formalne opakowanie tsutsumi. Pierwszymi znanymi origami były tworzące parę motyle, które zdobiły butelki sake na weselach shintō, symbolizując państwa młodych. Napisał o tym w krótkim wierszu Saikaku Ihara w 1680 roku.
Pierwszą książką o origami była Tsutsumi-no-Ki, opublikowana w 1764 roku. Zawierała ona instrukcje składania noshi i tsutsumi. Natomiast pierwszym podręcznikiem z ilustracjami, traktującym origami jako rozrywkę, były: „Tajniki składania tysiąca żurawi” (Hiden senbazuru orikata), opublikowane w 1797 roku. Pokazano w nich podstawowe instrukcje graficzne sposobów składania różnych form żurawi, japońskiego symbolu szczęścia i długiego życia.
Origami w świecie spopularyzowali Akira Yoshizawa i Lillian Oppenheimer (w latach 50. XX wieku). Yoshizawa był twórcą dziesiątków tysięcy oryginalnych projektów. W 1954 roku opublikował książkę pt.: Atarashii origami geijutsu („Nowa sztuka origami”), która stała się m.in. podstawą stworzenia systemu Yoshizawa-Randlett służącego tworzeniu diagramów zagięć papieru.
W dzisiejszych czasach przy tworzeniu origami używa się przeważnie pojedynczego arkusza kolorowego (lub we wzory) papieru, nazywanego chiyogami wykonując jedynie zgięcia bez kleju i nożyczek. Jednak nie zawsze tak było i istnieją inne techniki, które pozwalają na cięcie, gdy niektóre metody obejmują łączenie wielu arkuszy. "Modularne" origami używa wielu złożonych kształtów, aby utworzyć większą konstrukcję, podczas gdy "składanie na mokro" pozwala na tworzenie zakrzywionych kształtów. Natomiast "origami akcji" odnosi się do origami podobnych do zabawek, takich jak skaczące żaby.
Jedną z odmian origami, która odeszła od tradycyjnego założenia składania tylko z pojedynczego kwadratowego arkusza papieru, jest origami modułowe. Większość modeli modułowych przedstawia bryły geometryczne o wysokiej symetrii. Składa się je z wielu identycznych lub podobnych modułów, zaś każdy moduł jest składany z osobnego arkusza papieru. Liczba modułów wchodzących w skład modelu może wynosić od zaledwie dwóch (czworościan foremny) do kilkuset a nawet więcej (np. złożone bryły przypominające kształtem fulereny).

## Inżynieria origami
W obecnej dobie origami nabrało zupełnie nowego znaczenia o ogromnej skali. Jest wykorzystywane jako rozwiązanie dla wielu zastosowań w inżynierii, technologii i medycynie. Składanie może być wielkim atutem, gdy przestrzeń jest ograniczona i może być używane jako zwarty system, który przekształca się w strukturę 3D o zmiennej funkcjonalności. Origami można rekonfigurować, aby zmieniać kształty, funkcjonalność i właściwość. Ze względu na postępy w komputerach i matematyce, bardziej złożone algorytmy składania geometrycznego są możliwe dla nieskończonych zastosowań w dziedzinie nauki, technologii i inżynierii. Pradawna sztuka origami o niekończącym się potencjale przeszła długą drogę od kwadracika papieru, poprzez skomplikowane i niezwykle pomysłowe figury, ozdoby i przedmioty codziennego użytku, aż do instalacji w kosmosie.

## Organizacje, kluby origami
Od 1990 roku istnieje w Tokio organizacja o nazwie JOAS (Japan Origami Academic Society), skupiająca miłośników tej sztuki. We współczesnej Japonii origami jest jednym z elementów wychowania dzieci. 
Sztuka ta ma na świecie wielu zwolenników, tworzących takie organizacje, jak np. OUSA (istniejące od 1980 roku, najpierw jako Amerykańskie Centrum Origami, a następnie, od 1994 roku, Origami-USA), czy BOS (Brytyjskie Stowarzyszenie Origami, założone w 1967 roku).
Polskie Centrum Origami (1991), którego założycielką i prezesem jest Dorota Dziamska, znajduje się w Poznaniu.
Polskie Towarzystwo Origami "Papierowe Fantazje" (rok założenia 2005) ma siedzibę w Kostomłotach koło Kielc. Stowarzyszenie wydaje biuletyn w języku polskim w całości poświęcony tematyce origami.
Figurki z papieru można również oglądać w Muzeum Sztuki i Techniki Japońskiej „Manggha” w Krakowie. 
W Japonii natomiast istnieje muzeum origami (jap. Nippon Origami Hakubutsukan, ang. Nippon Origami Museum) w mieście Kaga w prefekturze Ishikawa. Jest tam wystawione ponad 100 tys. eksponatów, wiele z nich nagrodzonych w różnych konkursach origami. Za pomocą mikroskopu można tam zobaczyć najmniejszego na świecie żurawia o rozmiarze mniejszym niż czubek pojedynczego włosa.

## Składanie kartki papieru

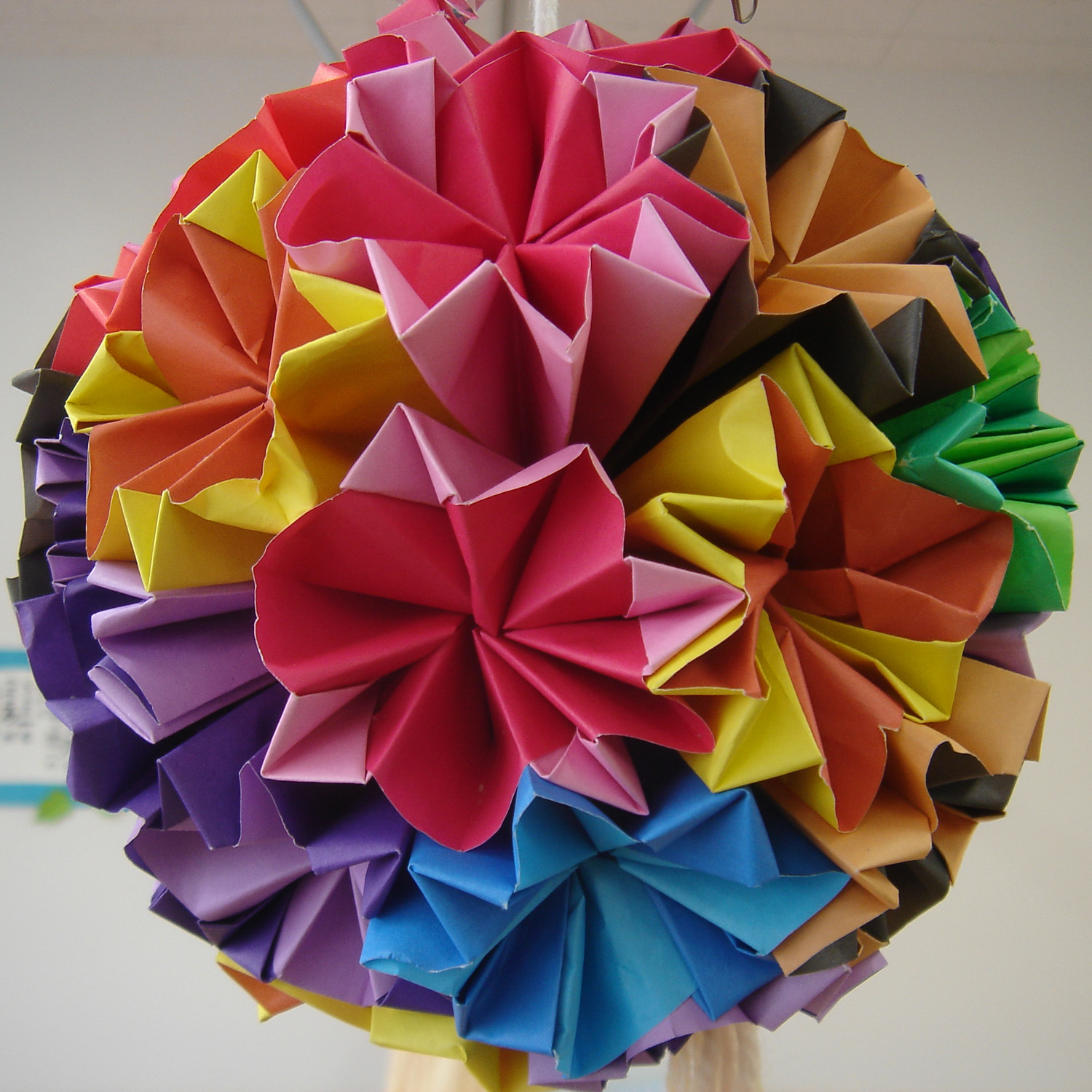
Kusudama – papierowa kula złożona z wielu kartek (origami modułowe)

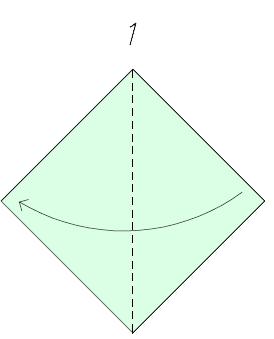
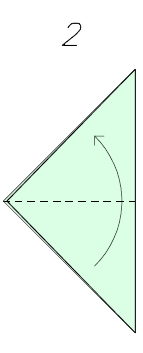
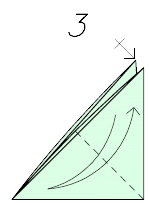
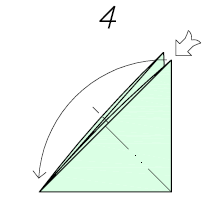
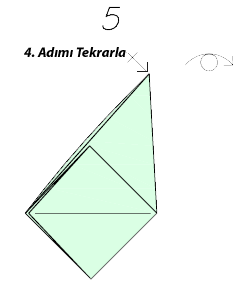
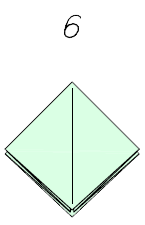